# Список монастырей Российской империи

## История и статистика
26 февраля 1764 года Екатерина II издала указ об организации духовных штатов для Великороссийских епархий, с 1786 года это правило распространилось на Малороссийские наместничества, а после 1793-96 годов и на западные территории. В Литовско-белорусских землях было повсеместно распространено католическое униатство, их переход на штатное обеспечение произошёл только в 1842 году.
В 1887 году статский советник Василий Зверинский писал, что до 1764 года количество монастырей достигало 953 единиц (732 мужских и 221 женских), а после реформы числилось 223 штатных монастыря (156 мужских и 67 женских), не считая заштатных монастырей.
В 1786 году добавились 20 Малороссийских монастырей (14 мужских и 6 женских), новый прирост возник после присоединения Польских земель в 1793-96 годах.
В 1808 году в Российской империи было 447 монастырей, в том числе 256 штатных (175 мужских и 81 женский), 7 ставропигиальных и 3 лавры.
XIX век, особенно во времена правления императора Александра II, характеризуется развитием женских общин, к трём общинам существовавшим с конца предыдущего столетия до 1887 года добавилось ещё 97 общин, из них 59 были преобразованы в монастыри. За это время к государству были присоединены земли Бессарабии и Грузии, в которых насчитывалось до 40 монастырей.
На 1 января 1887 года общее количество монастырей Российской империи, без учёта архиерейских домов и женских общин, достигло 667 единиц (420 мужских и 247 женских), из которых 342 было штатных (221 мужской и 121 женский), 7 ставропигиальных и 4 лавры.
В своей последующей публикации 1890 года, В. В. Зверинский уточнил свои данные: в 1762 году епархии Великороссии насчитывали 881 единицу монастырей, пустыней и скитов (678 мужских и 203 женских). После реформы 1764 года числилось 385 монастырей — 224 штатных и 161 заштатный монастырь (318 мужских и 67 женских), оставшиеся 496 монашеских поселений упразднялись, либо сокращались до уровня церковного прихода.

В 1908 году будущий епископ Леонид Денисов писал, что на 1 декабря 1907 года в ведении Святейшего Синода во всей Российской империи числилось:
- мужских монастырей — 438 самостоятельных, 102 приписных, 34 подворья и 76 архиерейских домов (всего 650)
- женских монастырей — 345 самостоятельных, 22 приписных, 61 община и 20 подворий (всего 448)
- в Северной Америке — 1 мужской монастырь и 2 архиерейских дома
- в Китае — 1 мужской монастырь, 2 подворья и 1 женская община.

В 1914 году на территориях Российской империи, по официальным данным, насчитывалось 1025 православных монастырей:.
- мужских монастырей — 304 штатных (включая 6 ставропигиальных и 4 лавры), 174 заштатных монастыря и 72 архиерейских дома (всего 550)
- женских монастырей и общин — 475

За годы советской власти во время борьбы с религией почти все они были закрыты. К 1991 году оставалось только 16 действующих монастырей.
Множество монастырей, включая выдающиеся исторические и архитектурные памятники (например, средневековый Чудов монастырь в Московском Кремле) были полностью уничтожены — взорваны, разобраны на кирпич. Многие монастыри были приспособлены под производственные цеха (фабрики, склады) и исправительные учреждения.
Только немногие из монастырей были превращены в архитектурные музеи. Но даже этот статус не защищал их от разрушений. Весьма распространённой практикой комплексной научной реставрации в советский период было «освобождение ансамбля от поздних пристроек». В случае с монастырями такая реставрация проводилась с целью вернуть архитектурный ансамбль в наиболее древнее состояние (например, на XVI или XVII век). В результате подобных реставрационных мероприятий от некогда богатых монастырей, на облике которых нашли отражение все этапы развития русской архитектуры, оставались только крепостные стены с наиболее древним храмом.
Православные монастыри Российской империи разделены на сохранившиеся, уничтоженные и монастыри с частичными утратами — по принципу сохранности монастыря как архитектурного ансамбля.
Под частичными утратами подразумеваются такие, после которых монастырь сохранился в виде единого архитектурного ансамбля. При этом объём разрушений может отличаться: так, Киево-Печерская лавра утратила всего один Успенский собор, а в Стефано-Махрищском монастыре были уничтожены два храма, колокольня и монашеские кельи.
К полностью уничтоженным монастырям отнесены такие, что больше не представляют собой единый архитектурный комплекс, как правило, вследствие утраты всех или большинства строений.

## Полностью сохранившиеся
- Спасо-Прилуцкий монастырь (Вологда, ранее — с. Прилуки)
- Святогорская Успенская Лавра (Донецкая область)
- Андреевский монастырь (Москва)
- Высоко-Петровский монастырь (Москва)
- Данилов монастырь (Москва)
- Донской монастырь (Москва)
- Заиконоспасский монастырь (Москва, Китай-город)
- Ивановский монастырь (Москва)
- Марфо-Мариинская обитель (Москва)
- Николо-Перервинский монастырь (Москва)
- Новодевичий монастырь (Москва)
- Покровский монастырь (Москва)
- Рождественский монастырь (Москва)
- Борисоглебский монастырь (Московская область, Дмитров)
- Благовещенский монастырь (Муром)
- Воскресенский монастырь (Муром)
- Спасо-Преображенский монастырь (Муром) — утрачены колокольня Покровской церкви (воссоздана в 2002 г.) и часовня в память храма Кирилла Белозерского; в 2006 г. разрушена южная угловая башня начала XIX в.
- Троицкий монастырь (Муром)
- Благовещенский монастырь (Нижний Новгород) — утрачена Алексеевская часовня.
- Печерский Вознесенский монастырь (Нижний Новгород) — утрачена Крестовоздвиженская часовня.
- Иверский Валдайский монастырь (Новгородская область)
- Спасо-Яковлевский монастырь (Ростов Великий)
- Введенский Владычный монастырь (Серпухов)
- Покровский монастырь (Суздаль)
- Спасо-Евфимиев монастырь (Суздаль) — утрачена усыпальница князя Пожарского с часовней (воссозданы).
- Троице-Сергиева лавра (Сергиев Посад)
- Александровский монастырь (Суздаль)
- Васильевский монастырь (Суздаль)
- Боголюбский монастырь (Суздальский район)
- Успенский монастырь (Тверская область, Старица)
- Архангельский монастырь (Юрьев-Польской)

## Частично сохранившиеся
- Красногорский монастырь (Архангельская область)
- Рождественский монастырь (Владимир) — утрачен главный Рождественский собор 1192—1196 гг. и колокольня 1654 г.
- Успенский Княгинин монастырь (Владимир) — утрачена монастырская колокольня, большая часть ограды с башнями, перестроена Казанская церковь.
- Лукианова пустынь (Владимирская область)
- Зосимова пустынь (Владимирская область)
- Стефано-Махрищский монастырь (Владимирская область) — разрушены Троицкий собор (1551), церковь Преподобного Стефания (1558, воссоздан), колокольня (1808), два корпуса келий (1808).
- Горне-Успенский монастырь (Вологда) — утрачены Святые ворота, Алексеевская церковь, ряд других построек находятся под угрозой полного разрушения.
- Заоникиевская Владимирская пустынь (Вологодская область) — сохранилась одна из башни и часть стен (руинированы), Владимирская церковь (приспособлена под котельню), колокольня и Троицкий храм разрушены.
- Корнилиево-Комельский монастырь (Вологодская область) — в 1920-е гг. разрушен Введенский собор (XVI в.), другие постройки сильно руинированы и находятся на грани полного разрушения.
- Павло-Обнорский монастырь (Вологодская область) — разрушены Троицкий собор, колокольня и ограда (планируется воссоздание).
- Покровский девичий монастырь (Воронеж) — разрушена Преображенская церковь (1799), Печерская церковь (1835) и часть других построек приспособлены под жилье.
- Тихвинский монастырь (Днепропетровск) — утрачены стена и святые ворота, главный храм сильно перестроен.
- Кизический Введенский монастырь (Казань) — в 1930-е гг. разрушены Введенский собор (XVII в.) и Успенская церковь (1882 г.).
- Иоанно-Предтеченский монастырь (Казань) — в 1930-е гг. разрушены Иоанно-Предтеченский собор (XVII в., перестроен в конце XIX в.) и Георгиевская церковь.
- Зилантов Успенский монастырь (Казань) — в 1930-е гг. разрушены Успенский собор (1625 г.) и Алексеевская церковь над восточной стеной (1720 г.)
- Казанский Богородицкий монастырь (Казань) — разрушен Казанский собор (XIX в.)
- Спасо-Преображенский монастырь (Казань) — в 1930-е гг. разрушены Преображенский собор (XVI в.), церковь Киприана и Иустинии (XVI в.), церковь св. Варвары (XVIII в. с колокольней XIX в.)
- Богоявленский монастырь (Кострома) — утрачены крепостная ограда XVII в. (воссоздана) и Никольская (Салтыковская) церковь.
- Ипатьевский монастырь (Кострома) — утрачена церковь Рождества Богородицы (1589, 1764, 1864).
- Киево-Печерская Лавра (Киев) — воссоздан, разрушенный ранее, Успенский собор.
- Тихвинский Введенский женский монастырь (Ленинградская область, г. Тихвин) — разрушены крепостная ограда, закрыты и обезглавлены церкви (идут восстановительные работы).
- Андроников монастырь (Москва) — утрачена колокольня.
- Зачатьевский монастырь (Москва) — разрушен главный Зачатьевский собор с колокольней (восстановлен в новых формах).
- Сретенский монастырь (Москва) — разрушены церковь Марии Египетской, колокольня, ограда.
- Николо-Угрешский монастырь (Москва) — утрачен Никольский собор.
- Никольский единоверческий монастырь (Москва) — закрыт и обезглавлен надвратный храм, полностью утрачена звонница на колокольне и стены монастыря.
- Аносин Борисоглебский монастырь (Московская область) — утрачена Церковь Анастасии Узорешительницы (1829), остальные постройки храма были руинированы или сильно повреждены
- Покровский монастырь (Московская область, Хотьково) — разрушена колокольня, надвратные церкви обезглавлены
- Саровская пустынь (Нижегородская область)
- Флорищева пустынь (Нижегородская область)
- Реконьская пустынь (Новгородская область)
- Покровско-Васильевский монастырь (Павловский Посад) — разрушены ограда со Святыми воротами и несколько корпусов
- Данилов монастырь (Переяславль-Залесский) — разрушены стены и башни XVII в.
- Никольский монастырь (Переяславль-Залесский) — разрушена колокольня (1693) и монастырский собор (1680—1721), в 2000-е гг. остроены заново в совершенно новой архитектуре
- Феодоровский монастырь (Переславль-Залесский) — разрушена колокольня (1681) и большая часть ограды
- Введенско-Островский монастырь (под Покровом) — разрушены колокольня, ограда и кельи, Введенский собор обезглавлен
- Крыпецкий монастырь (Псковская область)
- Авраамиев Богоявленский монастырь (Ростов Великий) — ансамбль сохранился полностью, за исключением разобранной крепостной ограды и башен
- Белогостицкий-Георгиевский монастырь (Ростов Великий) — Благовещенский собор (1657) и ограда с башнями (XIX в.) разрушены. Сохранилась изуродованная и обезглавленная церковь Архистратига Михаила (1658), почти все хозяйственные постройки сохранились, но руинированы
- Петровский монастырь (Ростов Великий) — собор Петра и Павла (1682—1684) и стены ограды (XIX в.) разрушены. Сохранились церковь Похвалы Богородицы (1695), башни ограды (XIX в.), келейный корпус (XIX в.)
- Рождественский монастырь (Ростов Великий) — в 1960-е гг. снесена колокольня (планируется научное воссоздание)
- Свято-Духов Новосильский монастырь (Орловская обл., Задушное) — разрушен Троицкий собор (восстанавливается), ограда с башнями и хозяйственные постройки сильно руинированы (сейчас реставрируются)
- Спасо-Песоцкий монастырь (Ростов Великий) — ансамбль сохранился полностью, за исключением разобранной крепостной ограды
- Троице-Сергиев Варницкий монастырь (Ростов Великий) — фактически монастырский ансамбль был утрачен полностью (к 1991 г. сильно пострадали, но сохранялись Введенская церковь и часть келий). Начиная с середины 1990-х годов были научно воссозданы почти все разрушения: стены и башни монастыря, снесенный Троицкий собор и монастырская колокольня, Введенская церковь отреставрирована
- Николо-Корельский монастырь (Северодвинск)
- Скит Параклит (Сергиев Посад) — не сохранилась ограда с башнями и конный двор монастыря (разобраны в 1970-е гг. на кирпич)
- Троицкий Болдин монастырь (Смоленская область) — во время 2-й мировой войны большинство построек были сильно повреждены, но полностью был разрушен только Троицкий собор (воссоздан к 2010 г.)
- Троицкий монастырь (Суздаль) — разрушены Троицкий собор с колокольней и Святые ворота
- Ризоположенский монастырь (Суздаль) — утрачена Сретенская трапезная церковь 1882 г. Другие утраты воссозданы ещё в советский период
- Краснохолмский Антониев монастырь (Тверская область) — многие постройки и храмы сохранились, но заброшены и сильно руинированы
- Оршин монастырь (Тверская область)- утрачены все хозяйственные постройки XIX в. Но сохранились древнейший собор с колокольней и крепостными стенами (XVI в.)
- Алексеевский монастырь (Углич) — разрушен Алексеевсий собор (1482 или 1520-е гг.) и колокольня монастыря (1825)
- Покровский монастырь (Харьков)- снесены главы Озерянской церкви, трапезная и галерии Покровского собора (воссозданы)
- Введенский монастырь (Юрьев-Польской) — с храмов монастыря снесены купола, колокольня (1826) снесена
- Петропавловский монастырь (Юрьев-Польской) — с храмов и колокольни сняты купола, постройки заброшены и продолжают разрушаться
- Кирилло-Афанасьевский монастырь (Ярославль) — утрачена колокольня
- Казанский монастырь (Ярославль) — утрачена колокольня

## Не сохранившиеся
- Рождество-Богородицкий монастырь (Белгород)
- Свято-Троицкий монастырь (Белгород)
- Посольский Спасо-Преображенский монастырь (Бурятия) — сохранился только обезглавленный Спасо-Преображенский собор и церковь святителя Николая. Остальные постройки монастыря разрушены (планируется воссоздание)
- Покровский монастырь на Нерли (Владимирская область) — сохранилась только Покровская и тёплая Трехсвятская церкви. Все прочие постройки и ограда разрушены
- Митрофановский монастырь (Воронеж) — закрыт после революции, значительно разрушен во время войны, полностью разобран в 1950-е гг.[6]
- Успенская Золотниковская пустынь (Ивановская область) — сохранилась только Успенская церковь (1651 г., купола разрушены)
- Богородице-Сергиев монастырь (Йошкар-Ола) — разрушен в 1930-е гг., сохранились некоторые хозяйственные здания, сильно перестроенные
- Феодоровский монастырь (Казань) — разрушен в 1930-е гг.
- Троицкий Макарьев монастырь (Калязин)
- Братский Богоявленский монастырь (Киев) — снесён в 1934 г.
- Межигорский монастырь (Киевская область)
- Михайловский Златоверхий монастырь (Киев) — построен в 1108—1113 гг. Разобран и снесен в 1934—1936 гг. (воссоздан в 1999 г.)
- Спасо-Преображенская пустынь (Киев)
- Анастасиинско-Крестовоздвиженский монастырь (Кострома) — сохранились только два корпуса келий
- Богородицкий Игрицкий монастырь (Костромская область)
- Софийский монастырь в Барятине (Липецкая область)
- Знаменский монастырь (Липецкая область) — сохранились кельи и монастырские стены. Колокольня и собор разрушены (на месте собора в 2000-е гг. выстроен новый, отдаленно напоминающий оригинал)
- Богоявленский монастырь (Москва) — сохранился только монастырский собор
- Всехсвятский единоверческий монастырь (Москва) — сохранилась только Никольская церковь, обезглавленная и перестроенная
- Георгиевский монастырь (Москва) — сохранились только здания келий
- Златоустовский монастырь (Москва) — сохранились только здания келий
- Крестовоздвиженский монастырь (Москва)
- Варсонофьевский монастырь (Москва)
- Чудов монастырь (Москва)
- Вознесенский монастырь (Москва)
- Обитель Серафима Саровского (Кунцевский монастырь) (Москва)
- Никитский монастырь (Москва) — сохранилось только одно из зданий келий и остатки южной стены.
- Симонов монастырь (Москва) — от огромного ансамбля уцелели только южная стена с 3 башнями, 1 храм и некоторые хозяйственные постройки.
- Борисоглебский монастырь (Борисоглеб под Муромом) — сохранился только храм Рождества Христова (1680-е гг.)
- Федоровский монастырь (Нижегородская область) — сохранились только здание келий и Церковь Пантелеймона, все остальные сооружения разрушены. В 2007—2011 был воссоздан Федоровский собор
- Монастырь Михаила Архангела (Новгородская область) — разрушен во время Отечественной войны 1941—1945 гг.
- Рдейский монастырь (Новгородская область) — сохранились только часть каменной ограды и Успенский собор (находятся под угрозой дальнейшего разрушения)
- Оптин монастырь под Болховом (Орловская область) — сохранился только Троицкий собор
- Петропавловский монастырь (Ростов Великий) — разрушены Петропавловский собор (1684) с колокольней, монастырская ограда. Сохранились только 3 башни и церковь Похвалы Богородицы
- Вифанский монастырь (Сергиев Посад) — разрушены почти все многочисленные постройки уникального ансамбля, сохранился только Тихвинский собор (1863)
- Гефсиманский скит (Сергиев Посад) — весь монастырский ансамбль, за исключением ограды и башен, был взорван в 1950-е гг.
- Желтиков монастырь (Тверь) — взорван в 1941 г.
- Отроч монастырь (Тверь) — сохранился только Успенский собор
- Селижаровский монастырь (Тверская область) — в 2008 г. была воссоздана колокольня, планируется воссоздание всего ансамбля
- Покровский Паисиев монастырь (под Углием) — разобран в конце 1930-х гг. при строительстве Угличской ГЭС. Остатки грандиозного ансамбля с уникальным собором 1483 г. показываются на поверхности при отступлении вод хранилища
- Кассианов Учемский монастырь (под Угличем) — ансамбль монастырских храмов, обращенных в ходе реформы 1764 г. в приходские разрушен в конце 1930-х гг., а затем затоплен Угличской ГЭС
- Свято-Духова Алатырская пустынь (Чувашская республика)
- Богоявленский монастырь «на Острову» (Ярославская область) — сохранился главный Богоявленский храм XVII в., все прочие постройки разрушены (планируется воссоздание).
- Николо-Бабаевский монастырь (Ярославская область) — сохранилась только церковь Иоанна Златоуста и некоторые хозяйственные постройки
- Святотроицкий мужской монастырь (Мичуринск, Тамбовской области) — разрушен в начале 50-х годов XX столетия. Из построек монастыря сохранились угловая башня с прилегающими фрагментами монастырской стены, корпус настоятеля, трапезная, гостиница. Монастырский некрополь частично находится под асфальтом.

#### До 1917
- Булгаков С. В. Русские монастыри в 1913 году. — 1913.
- Григорович Н. И. Обзор учреждения в России православных монастырей со времени введения штатов по духовному ведомству. — СПб.: Синодальн. тип., 1869. — 129 с.
- Денисов Л. В. Православные монастыри Российской империи. — М.: Изд. А.Д. Ступина, 1908. — 984 с.
- Зверинский В. В. Материал для историко-топографического исследования о православных монастырях в Российской империи. — СПб.: Тип. В. Безобразова и Комп., 1890. — Т. 1. Преобразования старых и учреждение новых монастырей с 1764 — 95 по 1 июля 1890 год. — 294 с.
- Зверинский В. В. Материал для историко-топографического исследования о православных монастырях в Российской империи. — СПб.: Тип. В. Безобразова и Комп., 1892. — Т. 2. Монастыри по штатам 1764, 1786 и 1795 годов. — 462 с.
- Зверинский В. В. Материал для историко-топографического исследования о православных монастырях в Российской империи. — СПб.: Синодал. тип., 1897. — Т. 3. Монастыри закрытые до царствования Императрицы Екатерины II. — 259 с.
- Описание монастырей в Российской империи находящихся, c показанием времени построения оных и в каких классах положений по штатам: также храмовых праздников и достопамятных проиществий, случившихся в них; с присовокуплением известия о всех Соборных, монастырских, ружных и приходских церквах, в Ст[о]личных городах Москве и С. Петербурге находящихся, когда ониа построений и в какия числа бывают храмовыя праздники. — 4-е изд. — М.: Тип. С. Селивановского, 1817. — 220 с.
- Подробное и верное описание монастырей Российской империи, расположенное по азбучному порядку и извлеченное из новейших отечественных писателей. С присовокуплением дневника отечественных воспоминаний и поучительных статей в прозе и стихах.. — М.: Тип. Агуста Семена при Имп. медико-хирург. акад., 1829. — 320 с.
- Ратшин А. Полное собрание исторических сведений о всех бывших в древности и ныне существующих монастырях и примечательных церквах в России. — М.: Университ. тип., 1852. — 609 с.
- Сойкин П. П. Православные Русские обители. — СПб.: Книгоизд-во П. П. Сойкина, 1910. — 712 с.
- Строев П. М. Списки иерархов и настоятелей монастырей Российской Церкви. — СПб.: Тип. С. В. Балашева, 1877. — 372 с.

#### До 1991
- В. Ф. Зыбковец. Национализация монастырских имуществ в Советской России (1917–1921 гг.). — Москва: Наука, 1975. — 205 с.

#### После 1991
- Бахмустов С., Боев А., Елдашев А., Иванов М., Липаков Е., Сладков Д., Феоктистов А. Русские монастыри. Средняя и Нижняя Волга. — Очарованный странник, 2004. — (Монастыри мира). — ISBN 5-93974-003-0.
- Монастыри России: паломничество, религиозный туризм : учеб. Пос. / М-во образования и науки Рос. Федерации, Ярославский гос. пед. ун-т им. К. Д. Ушинского, Рус. православная церковь, Моск. патриархат, Ярославское епархиальное упр.; [авт.-сост. А. С. Емельянов]. — Ярославль: Яросл. гос. пед. ун-т им. К. Д. Ушинского, 2009. — 260 с. — ISBN 978-5-87555-336-3.
- П. Н. Зырянов. Русские монастыри и монашество в XIX и начале XX века. — Москва: Вербум-М, 2002. — 319 с.
- Православные монастыри и обители : библиографический указатель / сост.: Антонова Н. С., Зверев В. П, Ярошенко Е. В.. — Москва: Пашков дом, 2005. — 524 с.